# Ныробцев, Григорий Фомич
Ныробцев Григорий Фомич (1900—1976) — забойщик шахты имени Ленина, г. Кизел, Герой Социалистического Труда

## Биография
Родился в 1900 году в д. Ныробцево Пермского-Ильинского района Молотовской области в семье крестьянина-бедняка. С 12 лет начал работать в сельском хозяйстве.
В 1918 году Григорий Ныробцев приехал на угольные копи Кизела и поступил забойщиком на шахту имени Володарского. В конце 1931 года узнал, что на шахте имени Ленина начали внедрять на добыче угля легкую врубовую машину-радиолакс. Добился перевода на шахту им. Ленина и освоил эту машину. 

В 1935 году Ныробцев становится одним из первых стахановцев в бассейне. Он довел дневную выработку до 300 %.
Ныробцев перенял и усовершенствовал скоростной метод проходки скатов, разработанный лауреатом Сталинской премии Поджаровым. Вскоре он становится известным во всем бассейне скоростником-проходчиком. В 1946 году выполнил норму на 238 %.
Дважды избирался депутатом Верховного Совета РСФСР по Кизеловскому округу.

## Награды и звания
- Герой Социалистического Труда (1948).
- Три ордена Ленина.
- Почетный шахтер СССР.